# Hostomice (Berouni járás)
Hostomice település Csehországban, a Berouni járásban. Hostomice Velký Chlumec, Pičín, Dobříš, Jince, Čenkov, Buková u Příbramě, Neumětely, Lhotka, Skřipel, Lochovice és Běštín településekkel határos. Lakosainak száma 1914 fő (2024. január 1.).

## Népesség
A település lakosságának változását az alábbi diagram mutatja:
| Lakosok száma | 3175 | 2909 | 2569 | 2079 | 1735 | 1530 | 1767 | 1765 | 1783 | 1914 |
|               | 1869 | 1890 | 1921 | 1950 | 1980 | 2001 | 2017 | 2019 | 2022 | 2024 |